# 多夫然卡 (特諾皮爾州)
參數所指定的目標頁面不存在，建議更正成存在頁面或直接建立下列一個頁面（建立前請先搜尋是否有合適的存在頁面可以取代）：
- 多夫然卡

49°33′55″N 25°28′15″E / 49.56528°N 25.47083°E
多夫然卡（羅馬化：Dovzhanka）是位於烏克蘭西部特諾皮爾州特諾皮爾區皮德霍羅德涅市鎮的村莊，處於多夫然卡河畔，鄰近特諾皮爾市區。村莊始建於1473年，面積29.4平方公里，2001年人口1,019。烏克蘭著名醫師索菲婭·奧庫內夫斯卡-莫拉切夫斯卡出生於此，她是當時奧匈帝國的首位女醫師。